# Marilene (São Tomé e Príncipe)
Marilene é uma aldeia de São Tomé e Príncipe, localiza-se no Distrito de Cantagalo, ilha de São Tomé, próxima às localidades de São Paulo, de São Vicente e de São Lourenço.